# Encyclopedia Dramatica
A Encyclopedia Dramatica é um website do tipo wiki criado com o propósito de documentar toda espécie de "drama" e situações humorísticas que ocorrem na Internet. Os seus utilizadores também escrevem sobre "memes", "netspeak", História da Internet e outros aspectos da Net. Baseada nos Estados Unidos da América, alguns dos seus artigos satirizam a Wikipedia Inglesa.
Seus artigos contêm referências racistas, pornografia, linguagem de baixo calão e imagens que podem ser consideradas extremamente ofensivas. Tudo retratado de forma humorística.
De acordo com o serviço de estatísticas da Web Alexa, a Encyclopedia Dramatica tinha mais de 22000 utilizadores registados e mais de 5500 artigos (em Julho de 2007). O site recebia cerca de 50000 a 70000 "hits" únicos por dia.
Porém, existem certas controvérsias. O site é conhecido por abusar de temas sexuais e tabus para chamar a atenção do leitor, tanto por palavras como também por imagens explícitas, ao contrário da Uncyclopedia que possui uma política de restrição ao uso de conteúdo sexual.
Em 27 de janeiro de 2011, o site original ficou fora do ar e agora o endereço URL se redireciona ao website Oh Internet, da mesma criadora – essencialmente uma Encyclopedia Dramatica "limpa", desprovida de conteúdo controverso. A reação da comunidade foi extremamente negativa, e o perfil do Oh Internet no Facebook logo sofreu com uma onda de vandalismo e mensagens ofensivas. Logo após, usuários do imageboard 4chan conseguiram recuperar grande parte do conteúdo antigo – essencialmente, todos os artigos, mas não todas as imagens - podendo a "nova Encyclopedia Dramatica" ser acessada em encyclopediadramatica.se e a verificação do estado operacional do servidor web.